# Pierre Clerget
Pour les articles homonymes, voir Pierre Clerget (géographe) et Clerget.
Pierre Clerget, né le 29 juin 1875 à Dijon et mort le 22 juin 1943 à Moissac, est un ingénieur, inventeur et industriel en mécanique français, pionnier de l'aviation qui consacra sa vie à la motorisation des aéronefs. Il conçut l'un des premiers moteurs Diesel pour les avions.

## Biographie

### Enfance
Pierre Clerget est né à Dijon en Bourgogne le 29 juin 1875 dans une famille de bourgeois industriels. Son père était fabricant d’alambics.

### Rencontre avec l'inventeur du moteur à explosion Gottlieb Daimler

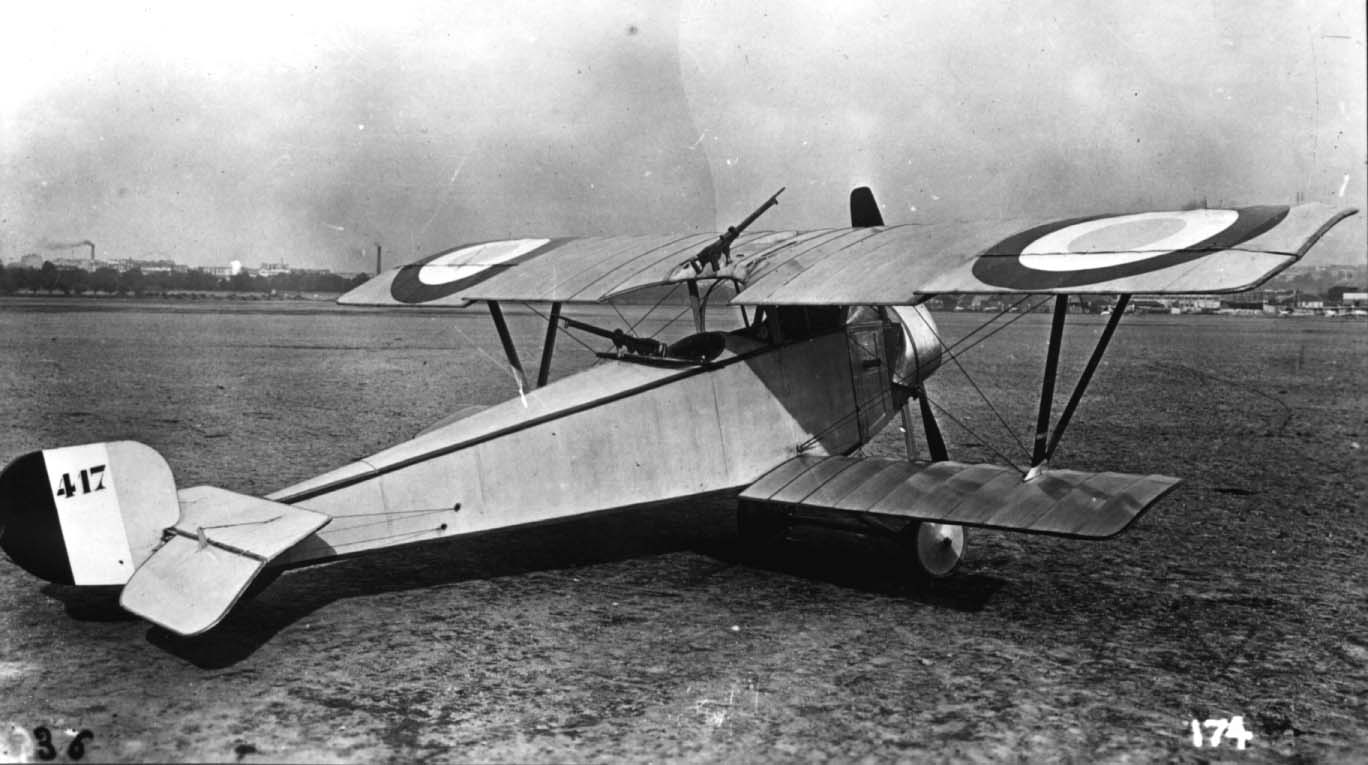
Nieuport 12 à moteur rotatif Clerget 9B de 130 ch de 1915

En 1889, il découvre à 14 ans, à l'occasion de l'Exposition universelle de Paris de 1889, le moteur à explosion à essence de l'ingénieur inventeur Gottlieb Daimler, en même temps qu'Armand Peugeot. C'est le début d’une carrière consacrée aux moteurs qu’il commence dans un atelier de mécanique de Dijon. Grâce à des cours du soir, il obtient le diplôme d’ingénieur mécanicien en 1895.
À partir de 1905, Pierre Clerget conçoit des moteurs fabriqués par l'industriel français Clément-Bayard.

### Invention de son premier moteur
En 1911, Clerget met au point un moteur à 4 cylindres de 100 ch, afin d’équiper les ballons dirigeables, puis un 8 cylindres en V de 200 ch. Pesant moins de 200 kg, c’est un des premiers moteurs ayant un rapport poids/puissance inférieur à 1 qui sera utilisé par Gabriel Voisin sur son hydravion en 1912.

### Industrie de moteurs rotatifs Clerget-Blin
Le 18 août 1913, Clerget s’associe avec l’industriel Eugène Blin et fonde l’entreprise Clerget-Blin à Levallois-Perret. Il y commence la fabrication de moteurs rotatifs, la meilleure technologie à l'époque pour les avions légers.
Sous cette marque est lancé fin 1913 le rotatif 7Y de 60 ch, le 7Z et un nouveau 9 cylindres rotatif en étoile de 110 ch, baptisé 9A.
Contrairement aux moteurs Gnome, les moteurs Clerget utilisent des soupapes classiques actionnées par poussoirs et renvois, ce qui leur donne un meilleur rendement : le 7Z consommait 5,70 l d'huile et 42 l de carburant à l'heure pour 85 ch.

### Les Clerget 9A et 9B

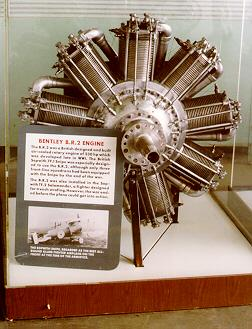
Moteur rotatif Bentley BR2.

Présenté fin 1914, le moteur Clerget 9B (en) de 130 ch est pratiquement identique au 9A de 110 ch, hormis un accroissement de la cylindrée de 15 à 16 litres, avec un régime de rotation un peu supérieur.
Au début de la Première Guerre mondiale, la firme Clerget-Blin est exclue du marché français et se tourne vers la Grande-Bretagne, qui apprécie la fiabilité de ses productions, notamment l’avionneur Sopwith Aviation Company qui utilise à grande échelle les Clerget 9A puis 9B.
Pour augmenter la production, la Grande-Bretagne fait fabriquer les moteurs des séries 7 et 9 par plusieurs usines anglaises : Gordon Watney, Gwynnes, Ruston Proctor, et Humber-Bentley. Cette dernière firme, animée par l’ingénieur Walter Owen Bentley, fera évoluer les moteurs 9B (moteurs Bentley BR1 et BR2).

### Avions motorisés par Clerget-Blin
- Avro 504 (9B)
- Blackburn Triplan (9Z)
- Caudron C.39, Caudron C.60 (9B)
- Nieuport 12 (9B)

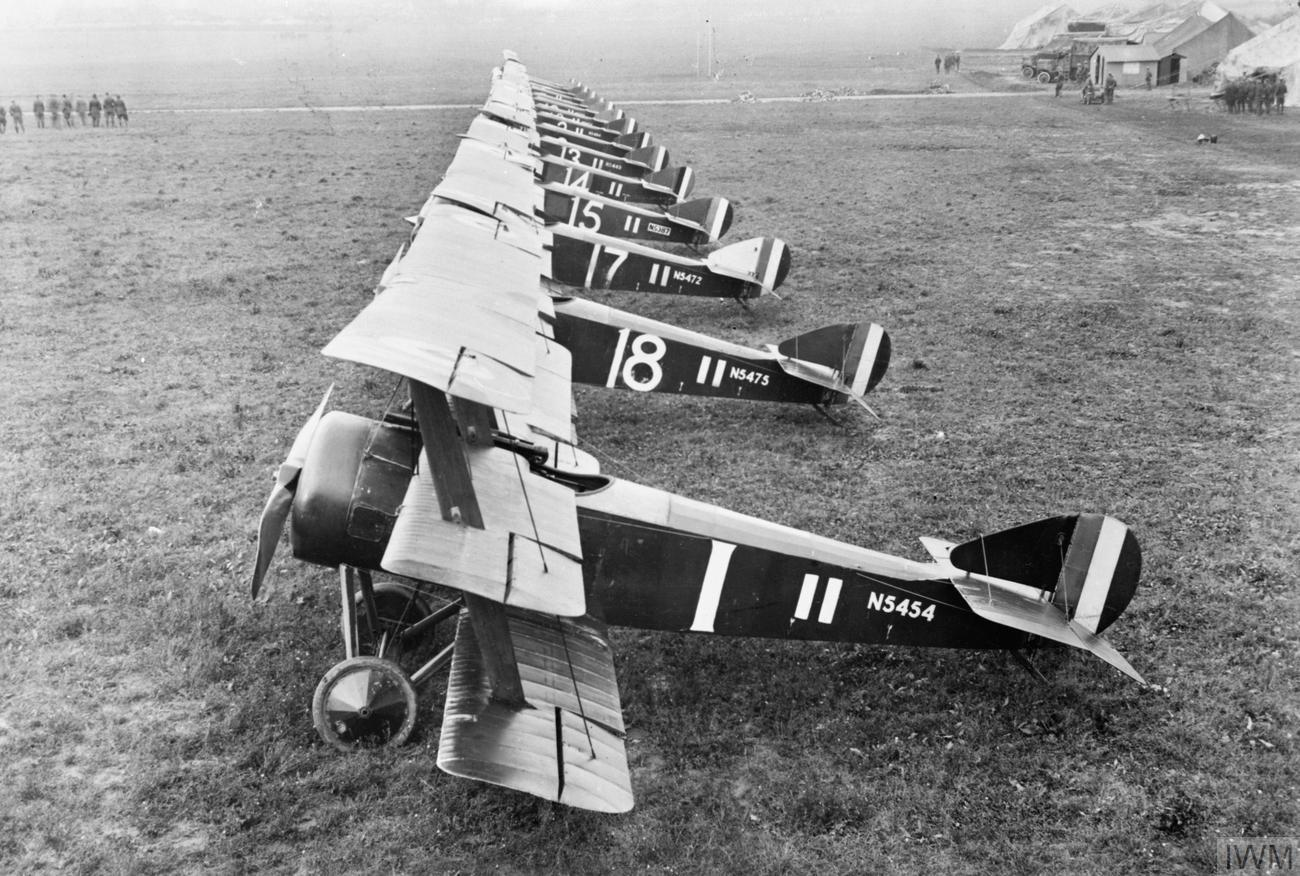
Sopwith Triplan à moteur rotatif Clerget 9B de 130 ch.

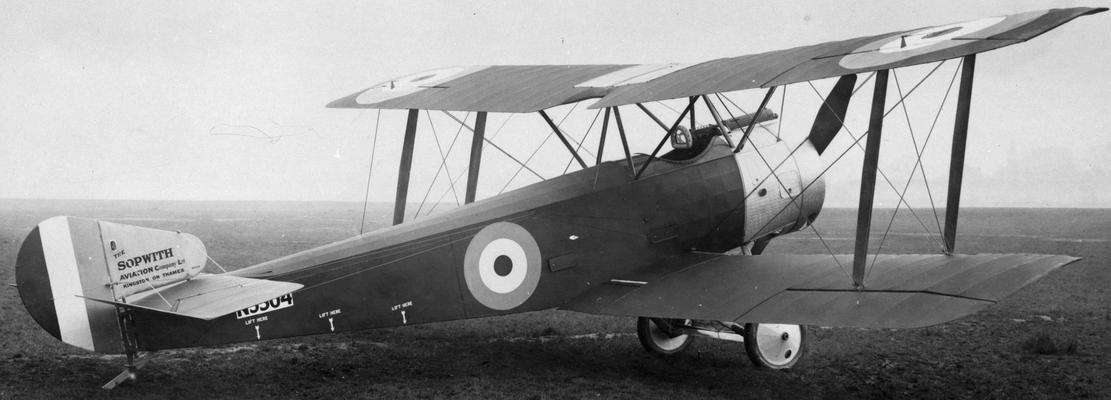
Sopwith 1½ Strutter à moteur rotatif Clerget 9B
130 ch.

- Sopwith Baby, F1 Camel (9B), 1½ Strutter (9B), Triplan (9B)

### La fin de Clerget-Blin
Après la guerre, la firme Clerget-Blin ne survit pas à l’arrêt des commandes militaires et surtout à la taxation a posteriori des profits réalisés durant le conflit. Pour assurer, une fois la paix revenue, le financement de l’effort de guerre et le remboursement des emprunts souscrits, l’État ruine ainsi les principaux industriels aéronautiques, tels que Gnome et Rhône ou Blériot. Clerget-Blin est mise en faillite, Eugène Blin se suicide et Pierre Clerget, criblé de dettes, entre comme ingénieur au Service technique de l'aéronautique (STAé).

### Les moteurs Diesel
Pierre Clerget développe pour le STAé, le Clerget 9A alimenté au gazole pèse 228 kg et développe 110 ch en 1929. En 1930, sur le Clerget 9B la puissance est portée à 200 ch et à 300 ch sur le 9C en 1932.
Suivent des moteurs 14 cylindres en étoile, 14D de 300 chevaux puis en 1934 le 14E de 400 ch. Ce moteur effectue une série d'essais en vol sur le Potez 25 du STAé. En 1934, la petite équipe réunie autour de Pierre Clerget au laboratoire de la porte d'Issy-les-Moulineaux sort le 14F, avec une pompe d'injection améliorée et une double injection directe, délivrant 450 chevaux.
Produit sous licence en petite série chez Hispano-Suiza en 1936 et 1937, ce moteur délivre alors 500 ch à 1 900 tours pour un poids de 585 kg réduit notamment par le passage au refroidissement à air.
Le 14F2 sera homologué le 29 juillet 1938 à la puissance de 520 ch.

### Les premiers essais de diesel compressé
En 1938, le STAé ajoute un compresseur Rateau à 2 étages sur un 14F qui devient le Fcs qui délivre 590 ch au sol et jusqu’à 710 ch en altitude.
Sa sobriété est impressionnante pour l’époque : 120 kg de carburant par heure et son poids reste raisonnable : environ 600 kg. Il sera essayé sur Potez 25 et Bloch 203 de Marcel Dassault.
Mi-1939, l’industrialisation est confiée au GEHL (Groupe d'étude des moteurs à huile lourde) dirigé par Raymond Marchal tandis que Pierre Clerget continue les développements avec une petite équipe installée à Ivry-sur-Seine et rattachée à l’Arsenal de l'aéronautique.
Alors que la fabrication en série du 14F est lancée, l'Armistice du 22 juin 1940 stoppe le projet et disperse l'équipe. Elle reprendra ses travaux pendant l’occupation et travaillera sur une version 14NC de plus de 1 000 ch, basée sur le Gnome et Rhône 14N.

### Disparition
Pierre Clerget est trouvé mort dans le Canal de Garonne à Moissac en 1943. Les circonstances de sa mort à l'âge de 68 ans restent obscures.
Dès mai 1945, les essais sur le 14NC reprennent à Suresnes. Le 1er janvier 1947, le GEHL est absorbé par la SNECMA qui va rapidement décider d’abandonner les moteurs à pistons.

## Distinctions
- 1933 : Membre de l'Institute of the Aeronautical Science of New York